# Råvejaure (Karesuando socken, Lappland)
Råvejaure är en sjö i Kiruna kommun i Lappland och ingår i Torneälvens huvudavrinningsområde. Sjön har en area på 0,459 kvadratkilometer och ligger 567 meter över havet. Råvejaure ligger i Tavvavuoma Natura 2000-område.

## Delavrinningsområde
Råvejaure ingår i det delavrinningsområde (761085-169294) som SMHI kallar för Ovan Tsåutsojåkkå. Medelhöjden är 632 meter över havet och ytan är 34,09 kvadratkilometer. Räknas de 26 avrinningsområdena uppströms in blir den ackumulerade arean 403,98 kvadratkilometer. Lainioälven som avvattnar avrinningsområdet har biflödesordning 2, vilket innebär att vattnet flödar genom totalt 2 vattendrag innan det når havet efter 477 kilometer. Avrinningsområdet består mestadels av sankmarker (13 procent) och kalfjäll (81 procent). Avrinningsområdet har 0,75 kvadratkilometer vattenytor vilket ger det en sjöprocent på 2,2 procent.